# Geyser maritime de Kiama
 (février 2015).
Si vous disposez d'ouvrages ou d'articles de référence ou si vous connaissez des sites web de qualité traitant du thème abordé ici, merci de compléter l'article en donnant les références utiles à sa vérifiabilité et en les liant à la section « Notes et références ».

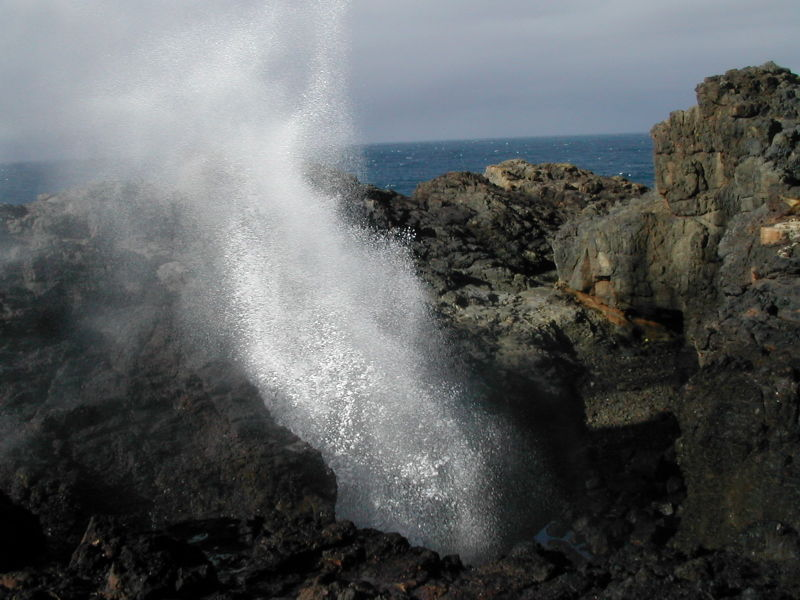
Le geyser maritime de Kiama

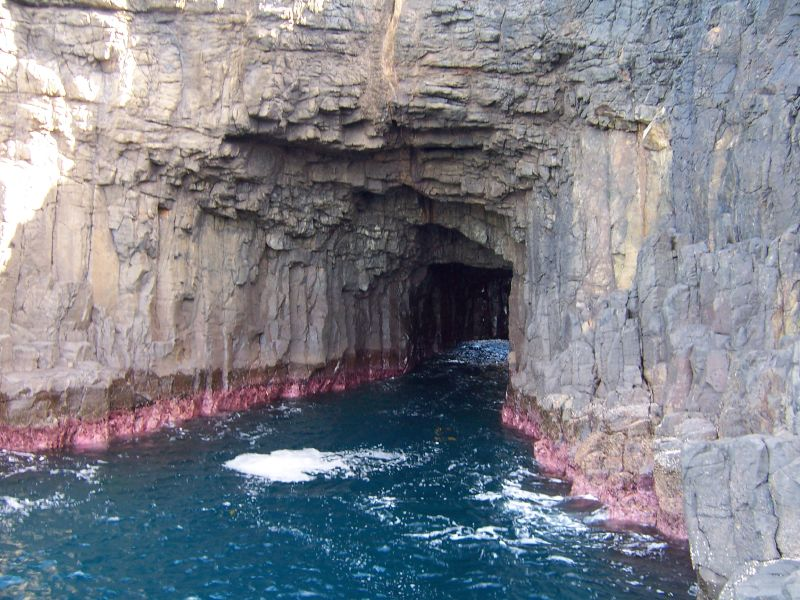
L'orifice d'entrée de la mer

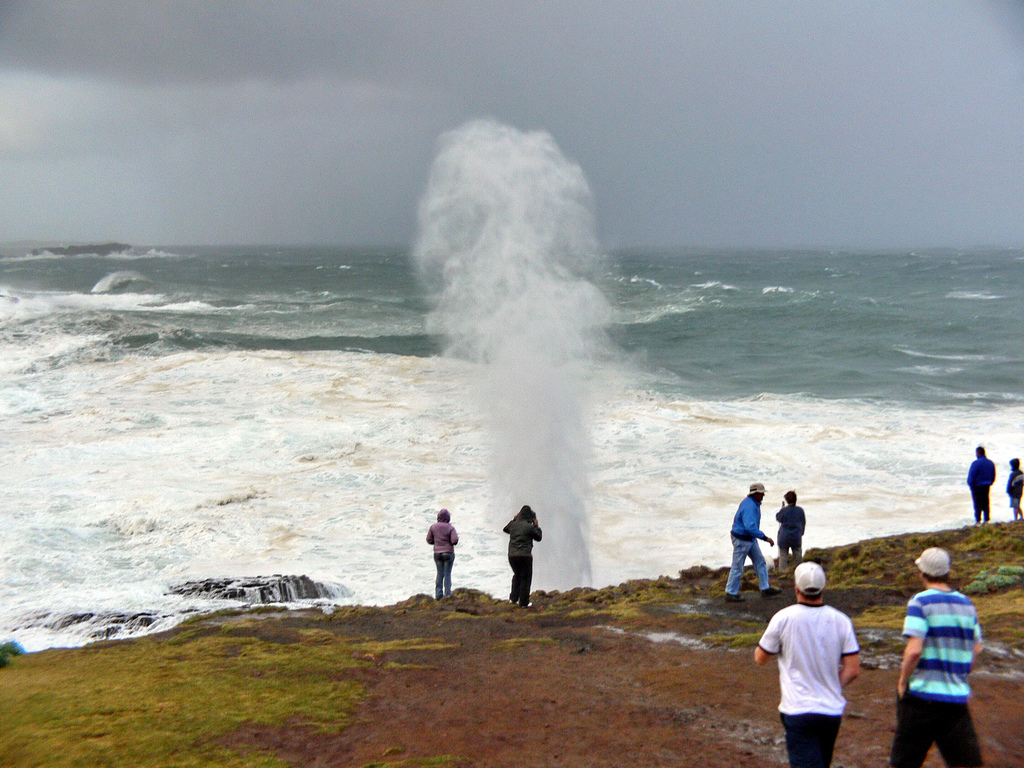
Le geyser

Le geyser maritime de Kiama ou trou souffleur de Kiama (en anglais : Kiama Blowhole) est la principale attraction touristique de la ville de Kiama en Nouvelle-Galles du Sud (Australie). Dans certaines conditions, le geyser peut projeter l'eau à 25 mètres de haut en quantité suffisante pour asperger les visiteurs. Ce geyser serait le plus large de ce type au monde, attirant chaque année 900 000 visiteurs.
Le principe de ces faux geysers est dû à la présence d'un chenal souterrain un peu au-dessus du niveau de la mer avec un orifice de sortie vertical au niveau de la côte. Lorsque les vagues montent, elles remplissent le chenal et compriment l'air qui se trouve enfermé au fond de la cavité. Lorsque la vague se retire, la pression chute et l'air repousse l'eau avec suffisamment de force pour qu'une partie de l'eau soit chassée par l'orifice vertical.
Le nom Kiama dérive du langage aborigène local et signifierait « l'endroit où la mer fait du bruit ». Les Aborigènes appelaient eux-mêmes l'endroit Khanterinteree.
C'est l'explorateur George Bass qui découvrit l'endroit et décrivit le phénomène le 6 décembre 1797 alors qu'il était en route sur sa baleinière depuis Sydney pour aller explorer l'actuel détroit qui porte son nom.